# John FitzAlan (Adliger, 1245)
John FitzAlan, Lord of Clun and Oswestry, de iure 7. Earl of Arundel (auch John FitzAlan III, * 1245; † 1272 oder 1273; nach älteren Angaben 18. März 1272) war ein englischer Adliger.

## Herkunft und Erbe
John FitzAlan entstammte der Familie FitzAlan, die seit Mitte des 12. Jahrhunderts zu den bedeutendsten Adelsfamilien der Welsh Marches gehörte. Er war ein Sohn von John FitzAlan und dessen ersten Frau Maud Botiller. Sein Vater war ein bedeutender Marcher Lord, der von seinem Vater die feudalen Baronien Oswestry, Clun und Shrawardine in Shropshire und der über seine Mutter 1243 Arundel Castle in Sussex geerbt hatte. Durch letzteren Besitz standen ihm und auch seinem Vater de iure der Titel Earl of Arundel zu, zu Lebzeiten haben sie diesen Titel jedoch nie geführt.

## Leben
Während des Zweiten Kriegs der Barone unterstützte FitzAlan zunächst zusammen mit seinem Vater die Adelsopposition gegen König Heinrich III. Im Juni 1263 griff er zusammen mit seinem Vater und Roger de Clifford, Humphrey V. de Bohun sowie Hamo le Strange Güter von Peter D’Aigueblanche, dem Bischof von Hereford und einen der führenden Diplomaten des Königs an und nahmen den Bischof schließlich gefangen. Ende 1263 wechselten die FitzAlans jedoch die Seiten, so dass die Regierung der Barone im April 1265 verlangte, dass FitzAlan von seinem Vater als Geisel gestellt werden sollte. Nach dem Tod seines Vaters im November 1267 erbte er dessen Besitzungen. Er starb jedoch bereits 1272 oder 1273 und wurde wie sein Vater in Haughmond Abbey in Shropshire beigesetzt.

## Familie und Nachkommen
John heiratete Isabel de Mortimer, eine Tochter von Roger Mortimer, einem der wichtigsten Unterstützer des Königs im Krieg der Barone.
Mit seiner Frau Isabel hatte Fitzalan mehrere Kinder, darunter:
- Richard FitzAlan, 8. Earl of Arundel (1267–1302);
- Maud Fitzalan († nach 1298) ⚭ Sir Philip Burnell;
- Eleanor Fitzalan († 1328) ⚭ Henry Percy, 1. Baron Percy.

Sein Erbe wurde sein ältester Sohn Richard. Seine Witwe heiratete in zweiter Ehe Ralph d'Arderne.